# El planeta salvaje
El planeta salvaje (en francés, La planète sauvage) es una película francesa-checa animada de ciencia ficción de 1973 dirigida por René Laloux. Es hoy uno de los grandes clásicos de la animación  europea. A través de una historia de ciencia ficción, el film nos sumerge en el drama de dos sociedades enfrentadas entre sí, a través de la opresión, y en el incierto destino al que se enfrentan, abocadas a la propia destrucción.
A destacar, además de la trama, la impactante estética que presenta, heredera de los cánones de la época y el lugar en que fue creada.
Fue un film coproducido por Francia y Checoslovaquia y distribuido en Estados Unidos por Roger Corman. Ganó el premio especial del jurado en el Festival internacional de Cannes de 1973. La historia está basada en la novela "Oms en Série", del escritor francés Stefan Wul.

## Sinopsis
La película muestra un futuro en el que los seres humanos, llamados "Oms" (palabra inventada derivada de la francesa "hommes", hombres), han sido llevados al planeta de los gigantes Draags, donde son conservados como mascotas (con collar). Los Draags son una raza extraterrestre con forma humanoide, pero mucho más antigua, con piel azul, orejas como aletas de pez y enormes ojos rojos. Los Draag viven mucho más tiempo que los humanos - una semana Draag es equivalente a 1 año. Algunos Oms han sido domesticados como mascotas, pero otros corren libres y salvajes y son exterminados de manera periódica. El trato de los Draags hacia los humanos contrasta con su alto nivel de desarrollo tecnológico y espiritual.
La historia inicia con una mujer corriendo: de vez en vez, mira atrás como si fuera perseguida. Una enorme mano desciende y bloquea su camino. Ella corre al otro lado, y encuentra el camino bloqueado por otra mano; se entiende entonces que está siendo usada como juguete por una entidad que no entiende la fragilidad de ella. Cuando muere la mujer, el niño que estaba intentando proteger comienza a llorar.
La vista se aleja para dejarnos ver a los niños Draag, quienes han matado accidentalmente a la mujer; ellos se alejan rápidamente cuando un adulto y una niña Draag se aproximan. Los recién llegados deliberan sobre qué hacer con el niño huérfano, y ambos lo llevan a casa. Tiva (la niña Draag) da al niño el nombre de al Terr (juego de palabras que en el francés llevan a la idea de terrible y de Tierra). 
A partir de ese momento de la película, la voz del Terr adulto narra la historia. El padre de Tiva, el maestro Sinh, le coloca a Terr un collar de tecnología avanzada que con un control remoto lo traería de vuelta (arrastrándolo) en caso de que se aleje. La relación entre Terr y Tiva se desarrolla en las siguientes escenas.
Terr observa a los padres de Tiva alimentarse inhalando el alimento de un artilugio. En otra escena, Tiva cambia la ropa a Terr como si de una muñeca se tratase. Tiva usa maquillaje para darse una apariencia humana. Cuando Terr cambia el maquillaje claro por uno oscuro, Tiva sopla un poco de maquillaje sobre él. Tiva usa una pequeña nube artificial para hacer una pequeña tempestad sobre Terr. Tiva lleva a Terr a caminar, y luego le enseña cómo, bajo ciertas circunstancias, se forman cristales sobre objetos estáticos, incluyendo pies detenidos. Ella también le enseña que silbando se romperán los cristales. La voz del adulto Terr relata cómo otros niños Draag tienen Oms como mascotas y de los rituales de meditación de los Draag.  
La educación de Tiva es administrada por unos audífonos que transmiten el conocimiento directamente a su cerebro. Ella disfruta teniendo a Terr en la mano mientras toma sus lecciones, por lo que Terr también adquiere con el tiempo las clases de Tiva.
Mientras tanto, en la sede del gobierno, el Consejo de los Draag discute sobre la regulación de la exterminación de los Oms salvajes o si sólo es necesario mantenerlos en un número aceptable. Se revela que los Oms fueron encontrados en un planeta que mostraba evidencias de vida civilizada, pero las imágenes muestran también que la Tierra estaba en un estado postapocalíptico. 
Terr decide escapar, y se lleva los auriculares. No iba muy lejos cuando Tiva descubre que no está y su madre le dice que use el brazalete para traerlo de vuelta; Tiva al principio se niega sabiendo que el arrastre le causaría lesiones. Terr es ayudado por una Om salvaje cuando es arrastrado por el collar.
Terr explica que los audífonos contienen el conocimiento de los Draag, pero que no sabe dónde ir. La mujer le ofrece llevarlo a su tribu, que vive en un parque bardado. Cuando Terr demuestra que puede leer la escritura Draag, el líder acepta a Terr en la tribu; pero el mago no, y exige que participe en un combate tribal a muerte. Terr logra ganar el extraño combate.
En las siguientes escenas se muestra cómo los Oms se han adaptado a la vida en el planeta. Pequeños caracoles tejen ropa sobre el cuerpo de los Oms. Los depredadores son eliminados y usados como alimento. Los Oms hacen expediciones ocasionales en las zonas Draag para abastecerse. Volviendo de una de esas expediciones, son robados por bandidos Oms. El líder de la tribu explica a Terr que los bandidos viven en el otro lado del parque y que son malvados.
Cuando los Oms alfabetizados leen en las paredes del parque que este va a ser desomizado, Terr decide informar a la tribu de bandidos de ese parque. Al acercarse, es capturado y llevado ante su lidereza y una anciana y sabia mujer.
La mujer no cree lo que Terr dice. Por lo que es atado y abandonado. Pero cuando se inicia el proceso de desomización, la anciana regresa y lo desata.  La desomización se realiza lanzando grandes pastillas venenosas. Muchos Oms perecen por el gas emitido, pero la mayoría escapa a través de una agujero en la pared del parque.
Dos Draags observan el escape de los Oms y comienzan a pisarlos. Los Oms contraatacan y logran neutralizar y matar a uno de ellos. En la lucha muere el líder de la tribu, entonces la anciana sabia toma el liderazgo y conduce a los Oms sobrevivientes a un lugar seguro. La muerte del Draag pone al consejo Draag en aprietos. La desomización se convierte en un asunto más importante y se lleva a cabo con mejores tecnologías y se aumenta la frecuencia con que se realiza.
La anciana ha llevado a los Oms a un depósito de cohetes abandonados. Aplicando los conocimientos que han adquirido, los Oms, bajo la dirección de Terr, rápidamente adaptan las tecnologías abandonadas para sus propósitos y comienzan a prosperar, gracias al renacimiento de una industria mecanizada. En una visita a la anciana, Terr y la mujer que lo rescató escuchan de ella su optimismo así como su tristeza por no ver que los Oms lleguen a una era de paz.
Cuando los Draag intentan desomizar el depósito de cohetes no lo logran, ya que los Oms han construido refugios. Como los ataques se diversifican y se vuelven más efectivos, los Oms lanzan sus cohetes hacia el Planeta Fantástico. En ese lugar descubren estatuas sin cabeza a las cuales llegan las burbujas que crean los Draag al meditar; las estatuas danzan. Cada burbuja acoplada cumple la función de dar energía vital a los Draag y faciltar los ritos nupciales entre los Draags y entes de otros planetas. Como los pies de las estatuas amenazan destruir las naves con su danza, los Oms lanzan rayos destruyendo las estatuas. Es entonces que se detiene la masacre de Oms y el Consejo de Draags decide buscar la forma de que ambas razas vivan en paz.
En la escena final, esta historia está siendo relatada a través de los audífonos como parte del conocimiento Draag, donde llaman a Terr "aquel que salvó a los Oms."

## Temas
La película tiene notoriedad por su imaginería surrealista, obra del escritor y artista francés Roland Topor. Los paisajes del planeta Draag evocan cuadros de Salvador Dalí, y están llenos de extrañas criaturas. El Planeta Fantástico, con sus estatuas sin cabeza, evoca los cuadros de Giorgio de Chirico
La relación entre ciencia y superstición se muestra en el mago que se resiste al conocimiento que lleva Terr, temiendo que le reste poder. El conocimiento triunfa frente a la superstición, en este caso al salvarlos de la muerte.
El compartir el conocimiento sobre una raza desconocida aleja el temor hacia estos. Terr se convierte en un ser excepcional al compartir el conocimiento aún con la tribu hostil, y se convierte en líder de la tribu al morir el jefe.
Los Draags y los Oms aprenden a vivir en paz y mutuo beneficio; cualquier grupo puede alcanzar la paz si ellos y sus líderes realmente quieren lograrlo. Éste ha sido tema de muchas películas desarrolladas durante la guerra fría.

## Disponibilidad en español
- En España se estrenó en soporte DVD el 19 de noviembre de 2008, distribuido por Filmax. Contenía la versión original en francés, doblaje en español (de España), y subtítulos en español.  El 23 de marzo de 2011 se reeditó, distribuida por Divisa, con una presentación diferente, pero con los mismos contenidos. Aunque ya se había distribuido antes en formato VHS en los años 80 y fue estrenada en los cines de aquella época, también fue emitida por la televisión.[1]

- La versión que se ha presentado en televisión abierta, en México, tiene subtítulos en español con los diálogos en inglés. La traducción del nombre es Planeta fantástico, a diferencia de España, donde se tituló El planeta salvaje, una traducción literal del título en francés. No había estado disponible en México en DVD ni en VHS, hasta julio de 2011 fue editada en Blu-Ray con el nombre El planeta salvaje.[cita requerida]

- Hasta la medianoche del 21 de julio del 2023, se estuvo transmitiendo en la aplicación Mubi.[cita requerida]